# CD Terrassa
CD Terrassa is een Spaanse hockeyclub uit Terrassa.
De club werd opgericht in 1910.

## Palmares
Heren
- Catalonisch Kampioen: 1926, 1930, 1933, 1940, 1941, 1942, 1943, 1944, 1945, 1946, 1947, 1948, 1949, 1950, 1952, 1953, 1956, 1959, 1992
- Landskampioen veldhockey: 1976
- Spaanse beker: 1933, 1943, 1945, 1946, 1948, 1949, 1950, 1951, 1955, 1966, 1967, 1975

Dames
- Catalonisch Kampioen: 1958, 1959, 1960, 1961, 1962, 1964, 1965, 1966, 1968, 1977, 1983, 1984, 1985, 1989, 1992, 1997, 1998, 1999, 2000, 2001, 2002, 2005
- Landskampioen veldhockey: 1958, 1959, 1960, 1961, 1962, 1963, 1966, 1968, 1969, 1980, 1982, 1983, 1985, 2000, 2001, 2002, 2005, 2008
- Spaanse beker: 1986, 1998, 2000, 2001, 2007
- Landskampioen zaalhockey: 1965, 1966, 1989, 2001, 2002